# Cynanchum tuberculatum
Cynanchum tuberculatum là một loài thực vật có hoa trong họ La bố ma. Loài này được (Blume ex Miq.) Boerl. mô tả khoa học đầu tiên năm 1899.